# Made in Japan (딥 퍼플의 음반)
| 평가 점수     | 평가 점수   |
| 출처          | 점수        |
| ------------- | ----------- |
| AllMusic      | [ 2 ]       |
| Rolling Stone | (favorable) |
| Sputnikmusic  | [ 3 ]       |

《Made in Japan》은 1972년 8월, 첫 일본 투어 중 녹음된 영국의 록 밴드 딥 퍼플의 더블 라이브 음반이다. 1972년 12월에 발매되었고, 1973년 4월에 미국 발매되었으며, 상업적이고 비판적인 성공을 거두었다.
이 밴드는 강한 무대 연기로 잘 알려져 있었고, 개인적으로 여러 개의 쇼를 녹음하거나 라디오로 방송했지만, 일본 음반사가 홍보에 좋다고 판단하기 전까지는 라이브 음반을 녹음하는 것에 대해서는 열의가 없었다. 이들은 이전에 밴드와 협연했던 마틴 버치를 엔지니어로 활용하는 등 라이브 제작을 감독해야 한다고 주장했고, 녹음 후에도 음반 발매에 특별히 관심이 없었다. 이 투어는 언론의 강한 관심과 팬들의 긍정적인 반응으로 성공적이었다.
이 음반은 즉각적인 상업적 성공을 거두었는데, 특히 미국에서 5대 히트곡인 〈Smoke on the Water〉와 함께 수록되어 1970년대 내내 꾸준한 판매자가 되었다. 투어 공연의 대부분은 1993년에 3CD 세트가 발매되었고, 음반에는 추가 트랙 CD가 수록된 리마스터 버전이 1998년에 발매되었다. 2014년에는 추가 보너스 자료를 포함한 디럭스 판이 발표되었다. 이 음반은 비평적인 반응이 강했고 계속해서 찬사를 받고 있다. 《롤링 스톤》 독자들의 2012년 여론조사는 《Made in Japan》을 역대 6번째 베스트 라이브 음반으로 꼽았다.

## 배경
딥 퍼플 "Mk II"는 1969년 7월, 창립 멤버인 기타리스트 리치 블랙모어, 오르간 연주자 존 로드, 드러머 이언 페이스가 보컬리스트 이언 길런과 베이시스트 로저 글로버를 영입하면서 결성되었다. 이들은 초기의 팝과 사이키델릭 록 사운드에서 벗어나 하드 록으로의 전환을 모색하였다. 밴드는 이후 활발한 투어 활동을 펼치며 라이브 밴드로서 호평을 받았고, 여러 공연을 라디오 방송용 또는 개인 청취용으로 녹음하기도 했다. 그러나 밴드는 당시 무대 위의 사운드와 경험을 LP로 재현하는 것이 불가능하다고 판단하여, 라이브 음반을 상업적으로 발매하는 아이디어는 거절한 바 있었다.

## 커버 버전
2006년 1월 13일, 프로그레시브 메탈 밴드 드림 시어터는 도쿄 국제 포럼에서, 15일에는 오사카의 NHK 홀에서도 원곡을 연주했다. 두 공연 모두 녹음되었으며, 두 공연 중 후자는 밴드의 이트세잼 레코드 레이블을 통해 공개되었다. 이 음반은 글로버가 발매하기 위해 혼합되었다.

## 곡 목록
모든 곡들은 특별한 언급이 없는 한 리치 블랙모어, 이언 길런, 로저 글로버, 존 로드 그리고 이언 페이스에 의해 작사/작곡하였다.
| #  | 제목                      | 재생 시간 |
| -- | ------------------------- | --------- |
| 1. | 〈Highway Star〉          | 6:45      |
| 2. | 〈Child in Time〉         | 12:19     |
| 3. | 〈Smoke on the Water〉    | 7:27      |
| 4. | 〈The Mule〉              | 9:45      |
| 5. | 〈Strange Kind of Woman〉 | 9:26      |
| 6. | 〈Lazy〉                  | 10:59     |
| 7. | 〈Space Truckin'〉        | 20:02     |

## 인증
| 국가                                                  | 인증        | 판매량/출하량 |
| ----------------------------------------------------- | ----------- | ------------- |
| 아르헨티나 (CAPIF)                                    | 2× 플래티넘 | 120,000^      |
| 오스트리아 (IFPI 오스트리아)                          | 플래티넘    | 50,000*       |
| 프랑스 (SNEP)                                         | 골드        | 100,000*      |
| 독일 (BVMI)                                           | 플래티넘    | 500,000^      |
| 이탈리아 (FIMI) 25th Anniversary edition              | 플래티넘    | 100,000*      |
| 영국 (BPI)                                            | 골드        | 100,000^      |
| 미국 (RIAA)                                           | 플래티넘    | 1,000,000^    |
| *판매량을 기반으로 한 인증 ^출하량을 기반으로 한 인증 |             |               |